# 케이프타운의 마천루 목록
케이프타운의 마천루 목록은 남아프리카 공화국에서 두 번째로 큰 도시인 케이프타운, 웨스턴 케이프의 높이에 따라 완공된 마천루의 순위를 매긴다. 가장 높은 마천루는 142 미터 (466 ft)의 포트사이드 타워다. 2014년에 지어졌으며, 21년 만에 중앙 비즈니스 지구에서 개발된 최초의 중요한 마천루였다.

## 가장 높은 마천루
이 목록은 표준 높이 측정을 기준으로 적어도 90 m (295 ft) 높이에 있는 케이프타운의 마천루의 순위를 매긴다. 여기에는 첨탑 및 건축 세부사항이 포함되지만 안테나 마스트는 포함되지 않는다.
| 순위 | 마천루                                                      | 이미지 | 높이 미터 / ft | 층수 | 완공 |
| ---- | ----------------------------------------------------------- | ------ | -------------- | ---- | ---- |
| 1    | 포트사이드 타워 (혼합 사용)                                 |        | 142 m (466 ft) | 32   | 2014 |
| 2    | 1 티볼트 스퀘어 (업무시설)                                  |        | 126 m (413 ft) | 32   | 1972 |
| 3    | 메트라이프 센터 (업무시설)                                  |        | 119 m (390 ft) | 28   | 1993 |
| 4    | 애터베리 하우스 (업무시설)                                  |        | 119 m (390 ft) | 29   | 1976 |
| 5    | ABSA 센터 (업무시설)                                        |        | 117 m (384 ft) | 34   | 1970 |
| 6    | 골든 에이커 (업무시설)                                      |        | 108 m (354 ft) | 28   | 1979 |
| 7    | 케이프 선 서던 선 (업무시설)                                |        | 105 m (344 ft) | 33   | 1982 |
| 8    | 트라이앵글 하우스 (주거)                                    |        | 104 m (341 ft) | 26   | 1993 |
| 9    | 웨스턴 케이프 프로빈시알 어드미니스트레이션 빌딩 (업무시설) |        | 101 m (331 ft) | 26   | 1976 |
| 10   | 시빅 센터 (지방 자치 사무실)                                |        | 98 m (322 ft)  | 26   | 1978 |
| 11   | 2 롱 스트리트 (호텔)                                        |        | 93 m (305 ft)  | 24   | 1970 |
| 12   | 내스퍼스 센터 (업무시설)                                    |        | 93 m (305 ft)  | 22   | 1962 |
| 13   | 카트라이트스 코너 (혼합 사용)                               |        | 92 m (302 ft)  | 24   | 1969 |
| 14   | 뮤추얼 빌딩 (주거)                                          |        | 91 m (299 ft)  | 18   | 1939 |

### 가장 높은 마천루의 다이어그램
케이프타운에는 100m 높이의 마천루 9개만 있다.

## 가장 높은 마천루의 타임라인
뮤추얼 빌딩은 케이프타운에서 23년 동안 가장 높은 마천루였다. 1962년 산람 센터 (내스퍼스 센터)가이 건물을 따라 잡았다. 1972년에 완공되어 트러스트 뱅크 센터(ABSA 센터)를 추월한 후 1 티볼트 스퀘어(1 Thibault Square) (BP 센터)는 포트사이드 타워(Portside Tower)가 개장하기 전 42년 동안이 도시에서 가장 높은 마천루였다.
포트사이드 타워(Portside Tower)가 완공되기 전에는 26층짜리 사프마린 타워 (삼각주)가 1993년 완공된 마더 시티(Mother City)에서 문을 여는 마지막 마천루였다.
| 마천루            | 높이             | 층수 | 가장 긴 년 |
| ----------------- | ---------------- | ---- | ---------- |
| 뮤추얼 빌딩       | 91 m (299 ft)    | 18   | 1939–1962  |
| 내스퍼스 센터     | 93 m (305 ft)    | 22   | 1962–1969  |
| 카트라이트스 코너 | 92 m (302 ft)    | 24   | 1969–1970  |
| ABSA 센터         | 117 m (384 ft)   | 34   | 1970–1972  |
| 1 티볼트 스퀘어   | 126 m (413 ft)   | 32   | 1972–2014  |
| 포트사이드 타워   | 142 m (466 ft)   | 32   | 2014–      |
| 제로-2-원         | 142.2 m (467 ft) | 42   | 2020       |

## 공사중이거나 제안중
| 마천루        | 높이           | 층수 | 완공 | 비고                           |
| ------------- | -------------- | ---- | ---- | ------------------------------ |
| 컬리넌 스퀘어 | 192 m (630 ft) | 47   | –    | 도시의 해안에 있는 사이트 D다. |
| 제로2원       | 142 m (466 ft) | 42   | 2020 |                                |
| 더 보그       | 128 m (420 ft) | 39   | 2020 |                                |
| 더 모던       | 120 m (390 ft) | 32   | 2020 |                                |
| 16 온 브레    | 116 m (381 ft) | 36   | 2020 |                                |